# Вулиця Небесної Сотні (Черкаси)
Вулиця Небесної Сотні — невелика вулиця у центральній частині Черкасах, перпендикулярна до бульвару Шевченка.

## Розташування
Вулиця починається від вулиці Верхньої Горової, простягається на захід і впирається у вулицю Надпільну.

## Опис
Вулиця неширока, по 1 смузі руху в кожний бік. Між вулицями Надпільною та Гоголя має односторонній протилежний рух.

## Походження назви

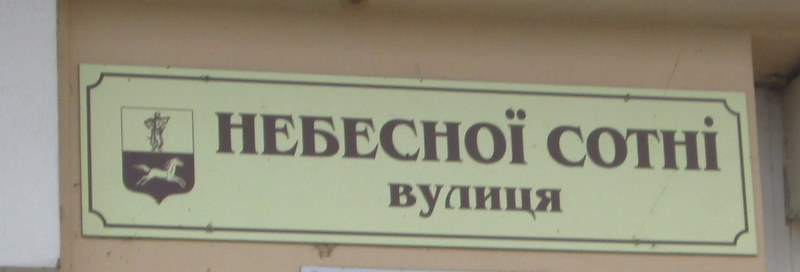

Вулиця була утворена 1879 року і до 1893 року існувала як Перша Кладовищенська (через розташування цвинтаря на території сучасного Соборного парку). Потім до 1923 року називалась Садова, після чого була перейменована на вулицю Леніна. Під час німецької окупації 1941–1943 років носила назву на честь Богдана Хмельницького. 21 липня 2015 року вулиця Леніна була розділена на дві частини та перейменована: відтак, з'явилися вулиця Небесної Сотні (до вулиці Надпільної) та Свято-Макаріївська (від вулиці Надпільної).

## Будівлі
По вулиці розташовано Палац одружень (колишній будинок Щербини; № 3), Черкаський обласний академічний ляльковий театр (колишній будинок лісничого; № 4а), Черкаська спеціалізована школа № 17 (новий корпус; № 4б), боковий вхід на Центральний ринок, готель «Центральний» (№ 30), міський будинок мод (з фігурами Проні Прокопівни та Голохвастова перед фасадом; № 61).

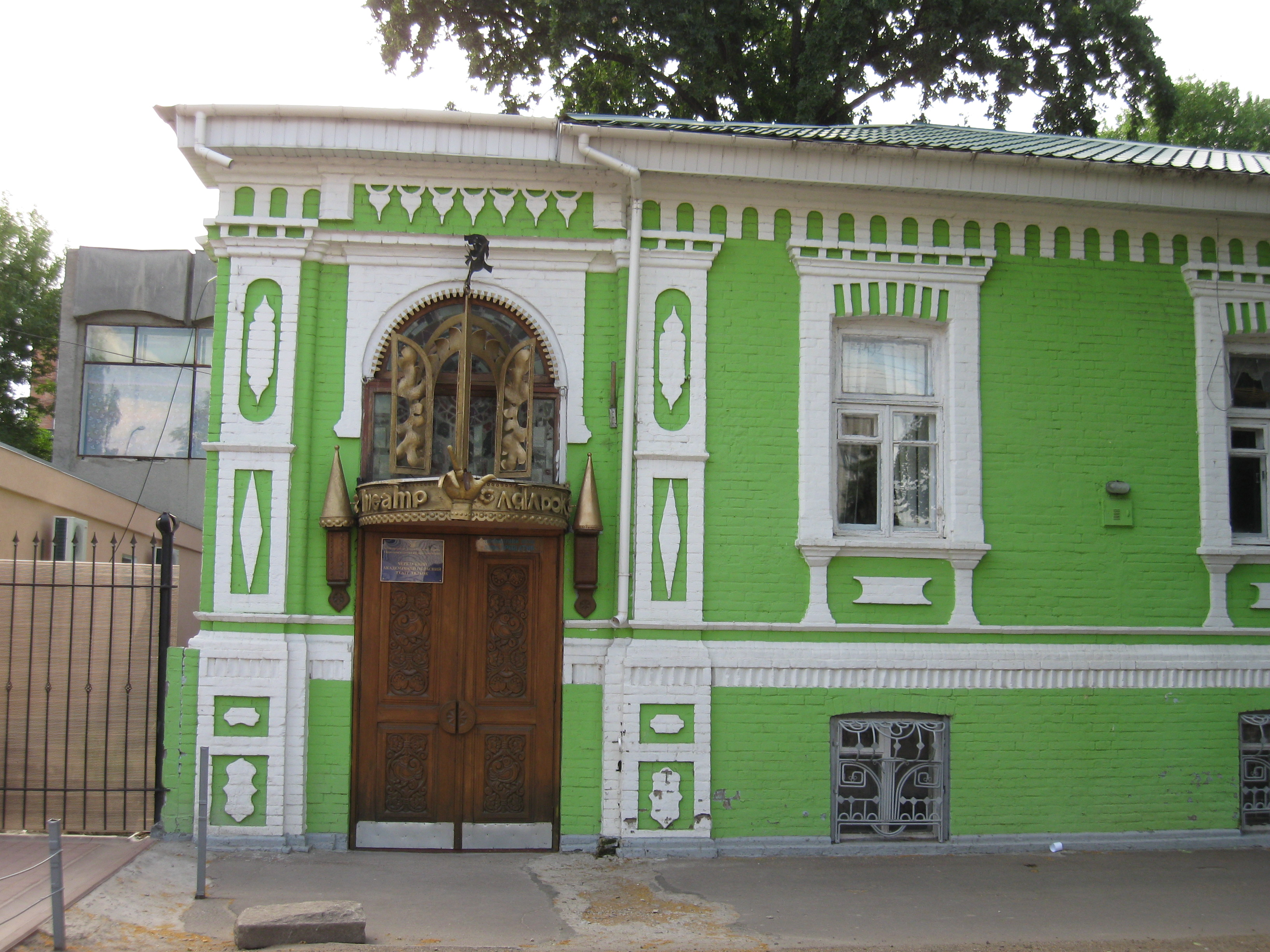
Черкаський ляльковий театр
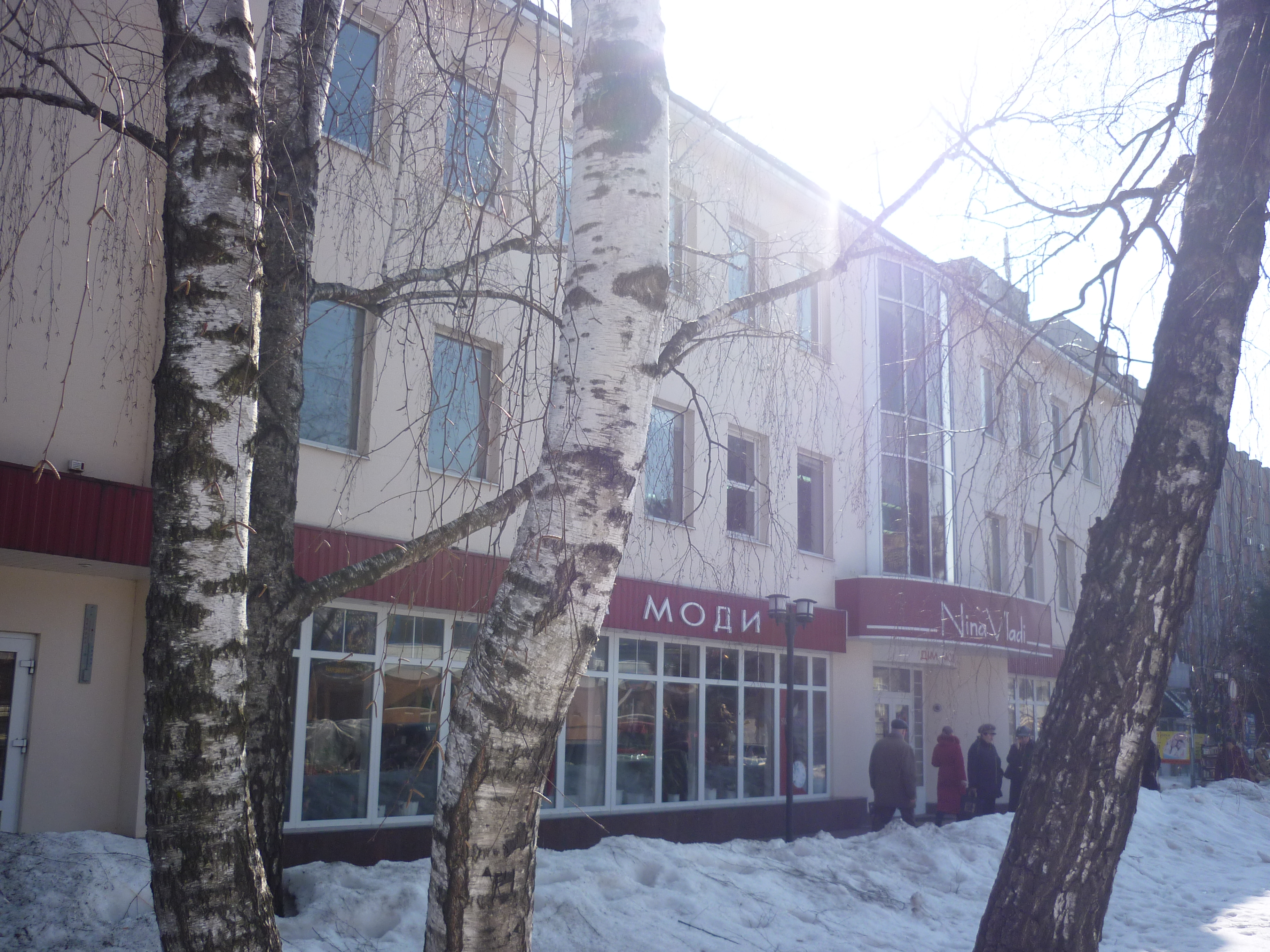
Міський дім моди
Фігури Проні Прокопівни та Голохвастова
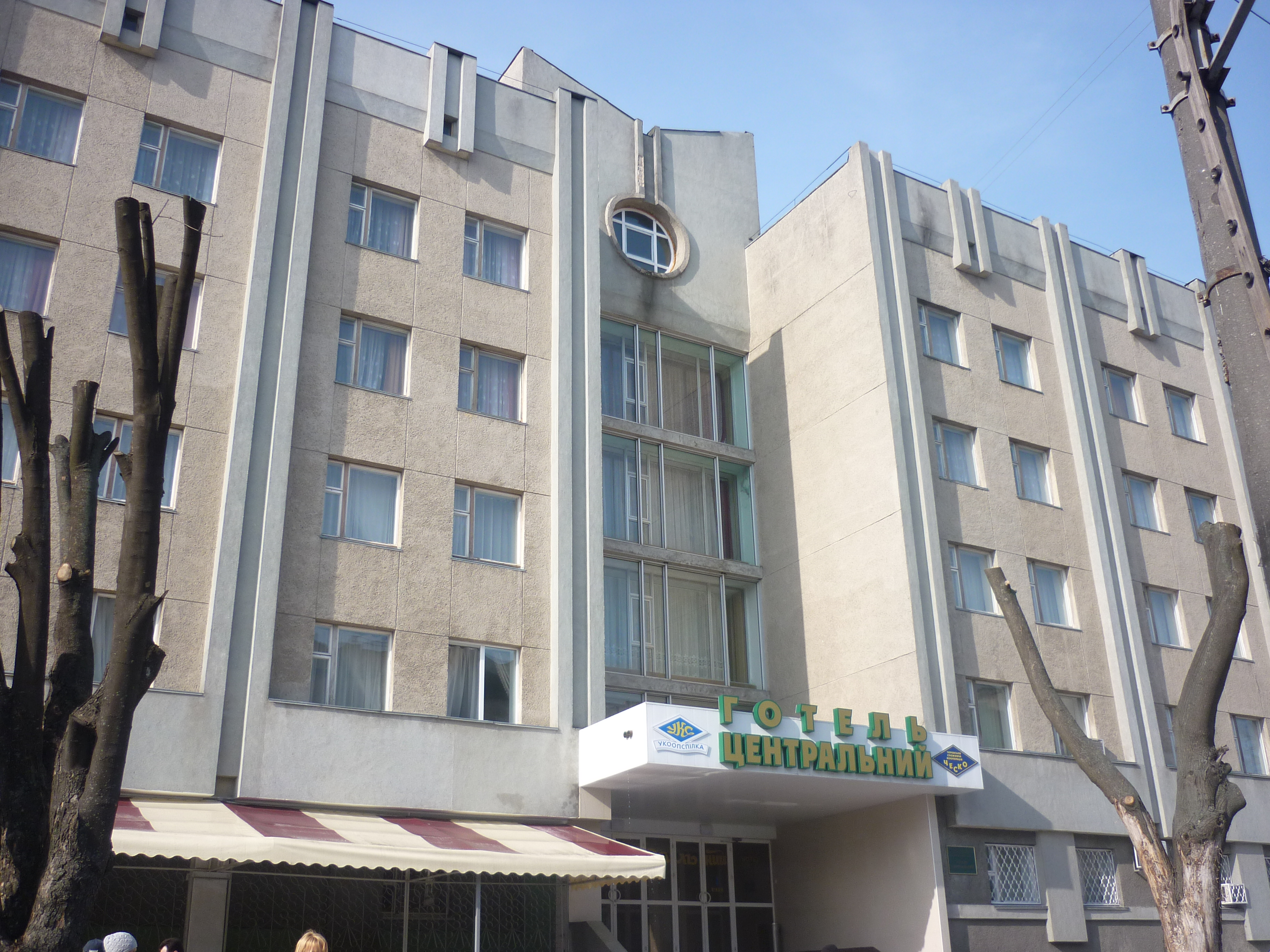
Готель «Центральний»